# 1981 en sports équestres
Chronologie des sports équestres
- 1980 en sports équestres - 1981 en sports équestres - 1982 en sports équestres

Cet article présente les faits marquants de l'année 1980 en sports équestres.

## Événements

### Avril
- avril 1981 : la finale de la coupe du monde de saut d'obstacles 1980-1981 est remportée par Michael Matz et Jet Run[1].

### Septembre
- 1er septembre 1981 : 15e édition du championnat d'Europe de concours complet d'équitation 1981 à Horsens (Danemark) qui est remportée par Hansueli Schmutz sur Oran en individuel et par l'équipe du Royaume-Uni[2].

### Année
- 16e édition des championnats d'Europe de saut d'obstacles à Munich (Allemagne de l'Ouest).
- 10e édition des championnats d'Europe de dressage 1981 à Laxenbourg (Autriche).